# Aldaxur
Aldaxur es una montaña de la comunidad autónoma española de Navarra.

## Toponimia
El monte puede aparecer referido como «Aldaxur», «Aldasur» y «Aldasudurra».

## Descripción
La montaña se encuentra en el valle de Urraúl Alto. Aparece descrito en el primer volumen del Diccionario geográfico-estadístico-histórico de España y sus posesiones de Ultramar de Pascual Madoz con las siguientes palabras:

ALDASUDURRA: monte muy elevado en el valle de Urraul-alto, de la prov. de Navarra, merind. y part. jud. de Sangüesa; abunda en arbolado de diferentes clases y en buenos pastos para el ganado. Nace en el arroyo, quepasando por los l. de Guindano y Cerrencano, y por medio de Adoain confluye en el r. Irati en el térm. de Artieda.
(Madoz, 1845, p. 485)